# Shi Shi (panda)
Shi Shi (chinois : 石石), né dans les années 1970 et mort le 5 juillet 2008, était un panda géant mâle qui séjourna brièvement au zoo de San Diego. Il était le père de Hua Mei.

## Histoire
Shi Shi fut capturé dans la nature dans le Sichuan, en Chine, en 1992. Il fut réhabilité et envoyé au zoo de San Diego en tant que compagnon de Bai Yun en 1996. En 1999, Bai Yun fut inséminé artificiellement avec du sperme de Shi Shi, et le petit Hua Mei naîtra à la suite de cette technique de reproduction. Il fut finalement déterminé qu'il était beaucoup plus âgé qu'on ne le supposait à l'origine, et ce à quoi fut remplacé par Gao Gao comme compagnon de Bai Yun.
Shi Shi a vécu ses dernières années en Chine au zoo de Guangzhou et est décédé le 5 juillet 2008.